# Fort Recovery, Ohio
Fort Recovery là một làng thuộc quận Mercer, tiểu bang Ohio, Hoa Kỳ. Năm 2010, dân số của làng này là 1430 người.

## Dân số
- Dân số năm 2000: 1273 người.
- Dân số năm 2010: 1430 người.